# Golden State Warriors
Los Golden State Warriors son un equipo profesional de baloncesto de los Estados Unidos con sede en San Francisco, California. Compiten en la División Pacífico de la Conferencia Oeste de la National Basketball Association (NBA) y disputan sus partidos como locales en el Chase Center, ubicado en el barrio sanfranciscano de Mission Bay.
El equipo fue fundado en Filadelfia en 1946 con el nombre de Philadelphia Warriors como miembro de la Basketball Association of America (BAA). A principios de la década de 1960 se mudaron al área de la Bahía de San Francisco, donde primero adoptaron el nombre de San Francisco Warriors y en 1971, el nombre con el que se los conoce en la actualidad.
Los Warriors son una de las tres franquicias originales de la NBA que sobreviven en la actualidad, y a lo largo de su historia han ganado un total de siete campeonatos de liga (son el tercer equipo más laureado de la competición, únicamente por detrás de los Boston Celtics y Los Angeles Lakers), siete títulos de Conferencia y doce títulos divisionales. Además, poseen el mejor registro de todos los tiempos en una temporada regular (73-9 en la 2015-16) y en unos Playoffs (16-1 en 2017).
De acuerdo con la revista Forbes, los Golden State Warriors son el tercer club deportivo más valioso del mundo y el primero de la NBA con un valor estimado de 7000 millones de dólares.

## Historia

### 1946-1962: Los Philadelphia Warriors

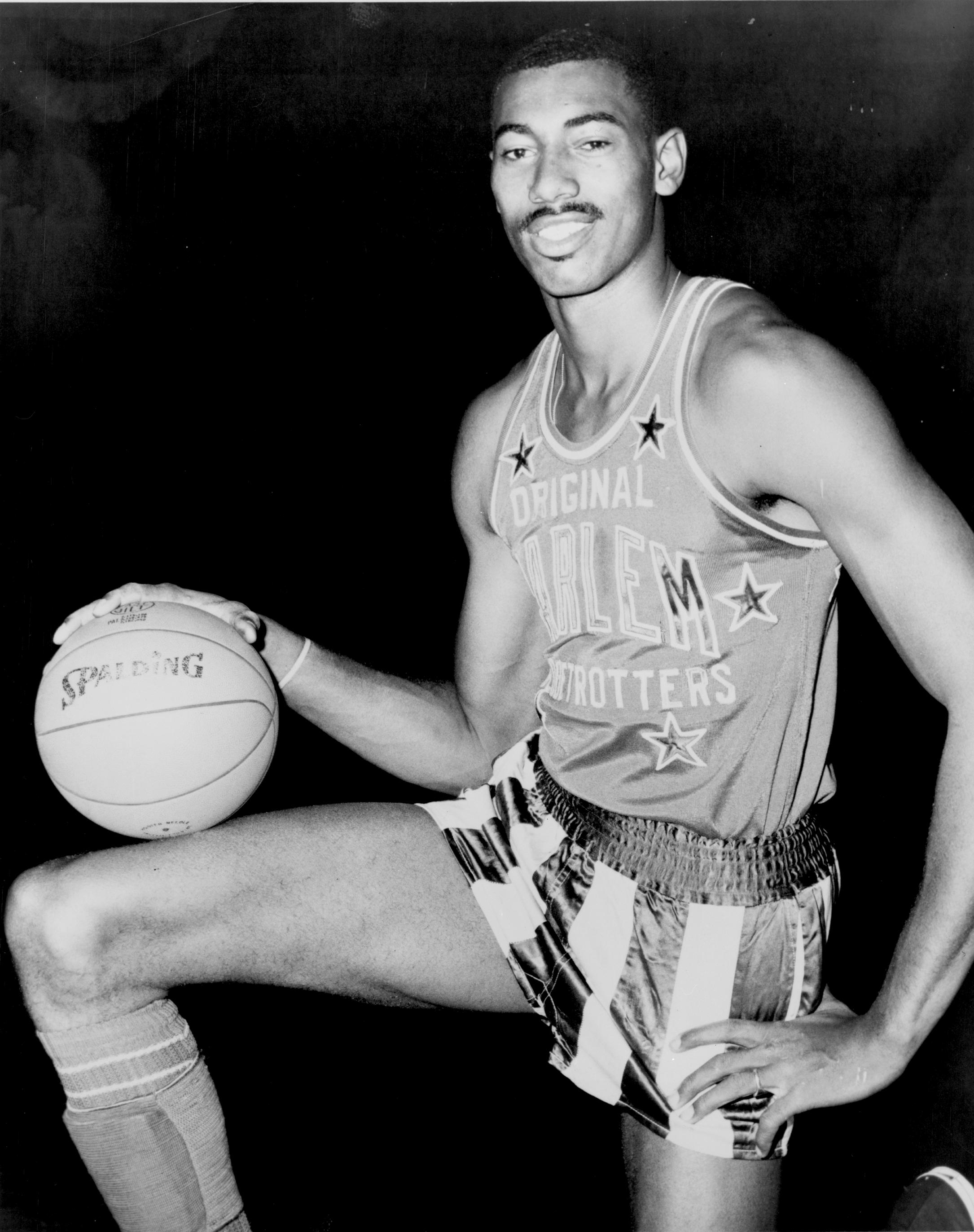
Wilt Chamberlain fue capaz de anotar 100 puntos en un partido.

Los Warriors fueron fundados en Filadelfia, Pensilvania en 1946 como Philadelphia Warriors, miembro de la BAA. El propietario era Pat Tyrrell, quien también poseía el equipo Philadelphia Ramblers de la American Hockey League. Tyrell contrató a Eddie Gottlieb, un promotor de baloncesto del área de Filadelfia, como entrenador y general mánager.
Liderados por el sensacional anotador Joe Fulks, los Warriors ganaron el campeonato en la temporada inaugural, la 1946-47, batiendo a Chicago Stags en cinco partidos (la BAA se unió a la NBA en 1949). Gottlieb compró la franquicia en 1951.
Los Warriors ganaron su otro campeonato en Filadelfia en la temporada 1955-56, derrotando a Fort Wayne Pistons por 4-1. Las estrellas de ese equipo eran Paul Arizin y Neil Johnston. En 1959, los Warriors eligieron en el Draft al pívot Wilt Chamberlain, jugador que cambiaría el rumbo de la liga y rompería incontables récords. Conocido como "Wilt the Stilt", el 2 de marzo de 1962 anotó 100 puntos ante New York Knicks en Hershey, Pensilvania.
En la temporada 1961-62 el equipo promedio 125,4 puntos por partido, teniendo un récord de 43 victorias y 31 derrotas. Llegaron a las finales de conferencia contra Boston Celtics, perdiendo esta serie 4 a 3.

### 1962-1971: Primera etapa en San Francisco

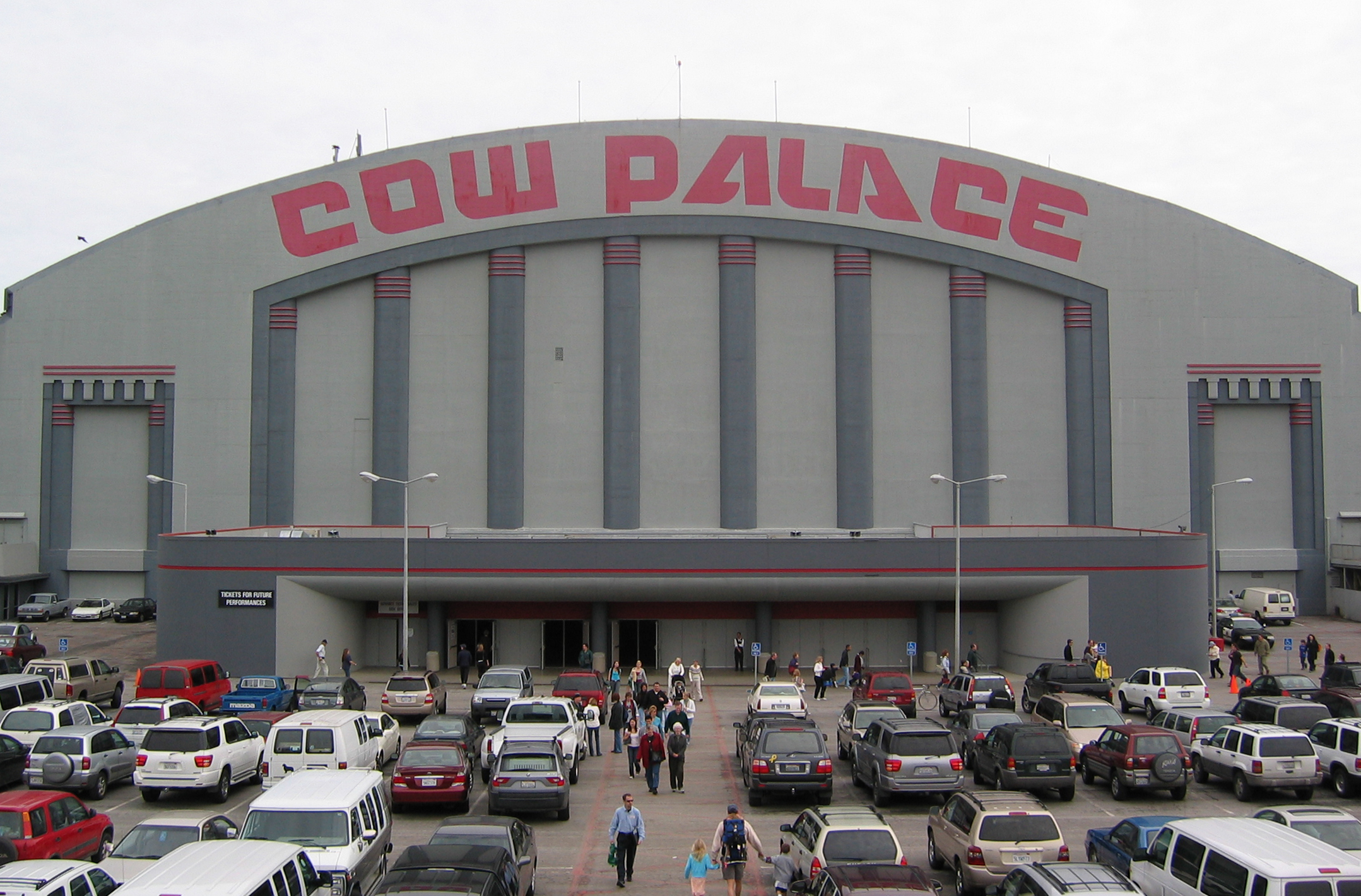
Tras trasladarse a San Francisco, el primer año jugaron la mayor parte de sus partidos de local en el Cow Palace.

En 1962, Franklin Mieuli compró la mayor parte de la franquicia y la trasladó al Área de la Bahía de San Francisco, renombrándolos San Francisco Warriors, y jugando la mayor parte de sus partidos en casa en el Cow Palace (localizado en la frontera entre San Francisco y Daly City), aunque en ocasiones jugaban en grandes ciudades cercanas como Oakland y San José. En la campaña 1963-64, los Warriors ganaron el título de división y cayeron en las Finales de la NBA ante Boston Celtics por 4-1.
En 1965, los Warriors eligieron a Rick Barry en primera ronda de draft. Barry fue nombrado Rookie del Año, y en 1967 lideró al equipo de nuevo a las Finales, perdiendo de nuevo esta vez contra Philadelphia 76ers, franquicia que reemplazó a los Warriors en Filadelfia. En 1968, debido a problemas relacionados con el dinero, Barry dejó los Warriors para unirse a Oakland Oaks de la ABA. Tras varias temporadas en la ABA, Barry regresó a los Warriors en 1971.
Con la apertura del Oakland Coliseum Arena en 1966, los Warriors comenzaron a incrementar el número de partidos en casa jugados allí. La temporada 1970-71 sería la última como San Francisco Warriors. 

### 1971-1978: Traslado a Oakland

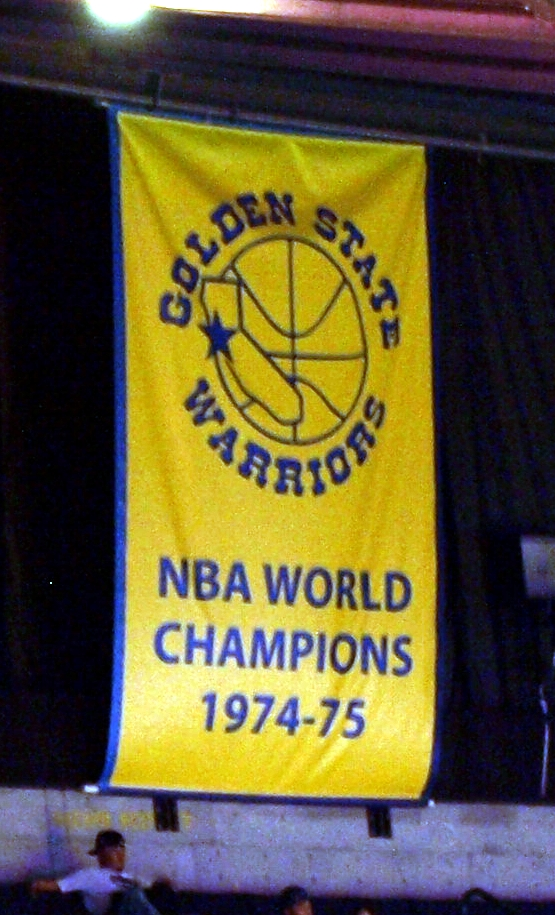
Banderola conmemorativa del título de 1975 en lo alto del Oracle Arena.

En la 1971-72, cambiaron su nombre a Golden State Warriors, jugando casi todos sus encuentros de locales en Oakland. Seis partidos fueron en San Diego esa temporada, pero ninguno en San Francisco o Daly City. Golden State (Estado Dorado) es el sobrenombre de California por sus doradas colinas y por la Fiebre del Oro de 1849. 
Los Warriors ganaron su primer campeonato en la Costa Oeste en la campaña 1974-75. En lo que muchos consideran la mayor sorpresa en la historia de la NBA, los Warriors derrotaron a Washington Bullets en las Finales de la NBA, barriéndoles en cuatro partidos. Aquel equipo estaba entrenado por Al Attles, y liderado en cancha por Rick Barry, Jamaal Wilkes y Phil Smith. Se confiaba tan poco en que el equipo llegara lejos en playoffs que se programó otros eventos en el Coliseum Arena para esas fechas. Por consiguiente, los Warriors jugaron sus partidos en casa en postemporada en el Cow Palace en Daly City.

### 1987-1997: La eraRun T-M-C

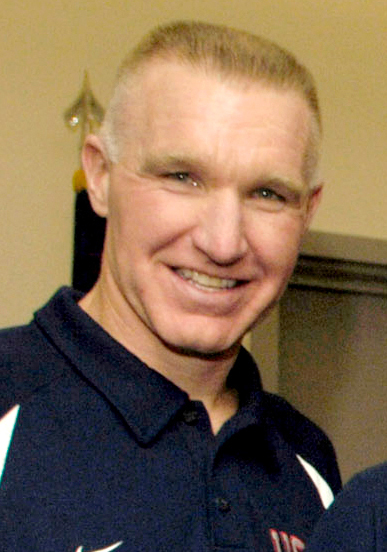
Chris Mullin fue una de las estrellas de los Warriors de finales de los 80, y un futuro directivo del equipo.

Tras una mala etapa a finales de los 70 y principios de los 80, los Warriors volvieron de nuevo a la senda del éxito a finales de los 80. El resurgimiento llegó tras unas espectaculares Semifinales de Conferencia de 1987 ante los Lakers de Magic Johnson.
De la mano del nuevo entrenador, Don Nelson, el baloncesto NBA volvió a interesar en la bahía de Oakland. El equipo estaba liderado por el tridente formado por el base Tim Hardaway, el escolta Mitch Richmond y el alero tirador Chris Mullin. El trío era denominado Run T-M-C, inspirado en el grupo de rap Run-D.M.C. Este conjunto solo permaneció dos temporadas en el equipo, ya que Nelson decidió enviar a Richmond a los Sacramento Kings. En la 1993-94, el ala-pívot Chris Webber fue nombrado Rookie del Año, y junto al joven Latrell Sprewell, más Hardaway y Mullin llevaron a los Warriors a playoffs.
Al comenzar la temporada 1994-95, un enfrentamiento entre Sprewell y Webber puso a Nelson en una encrucijada. En los años posteriores, todos los integrantes de ese equipo se irían progresivamente, más con el nuevo propietario del equipo, Chris Cohan. En 1995, Rick Adelman se convirtió en nuevo entrenador. En mitad de la temporada 1995-96, Hardaway fue enviado a Miami Heat. Los Warriors finalizaron con un récord de 36-46.
En la 1997-98, P.J. Carlesimo reemplazó a Adelman como entrenador debido a los malos resultados. Ese año, Sprewell fue sancionado por la NBA, no volviendo nunca más a vestir la camiseta de los Warriors, pues en 1999 sería traspasado a los New York Knicks.

### 1997-2009: ElWe Believe, un oasis en medio de la mediocridad
Garry St. Jean se convirtió en nuevo mánager del equipo en 1997, reemplazando a Dave Twardzik. Twardzik había hecho nefastas elecciones de draft, como Todd Fuller (cuando jugadores como Kobe Bryant, Steve Nash o Jermaine O'Neal estaban disponibles) y Steve Logan (este nunca llegó a jugar en la NBA).
En las sucesivas temporadas con St. Jean como mánager, liderados por Gilbert Arenas, Antawn Jamison o Jason Richardson, los jóvenes Warriors no pudieron acceder a playoffs en la ultracompetitiva Conferencia Oeste. Antes de la temporada 2002-03, St. Jean había cometido el error de sobrepagar a jugadores como Danny Fortson, Adonal Foyle o Erick Dampier, de modo que jugadores como Arenas se marcharon a otros equipos, pese a que este deseaba quedarse en el equipo de Oakland y con el disgusto de los aficionados.
En 2004, Chris Mullin fue nombrado nuevo Vicepresidente Ejecutivo de Operaciones de los Warriors. Tras rodearse de antiguos compañeros en su etapa como jugador en los Warriors, sus intenciones eran construir el equipo alrededor de Jason Richardson, Mike Dunleavy Jr. y Troy Murphy. Además, eligieron en el draft al pívot letón Andris Biedriņš. En 2005, adquirieron al base-escolta Baron Davis, el primer jugador con el rol de superestrella desde el propio Chris Mullin.
La temporada 2005-06 se sentía prometedora para los Warriors, iniciándose con porcentaje positivo, el primero desde 1994. Pero unas sucesivas lesiones lastraron al equipo (incluyendo el su estrella, Davis), y en abril, los Warriors fueron eliminados por los New Orleans Hornets de la lucha por los playoffs.
Para la temporada 2006-07, los Warriors ostentaban el récord del equipo con más temporadas consecutivas fuera de playoffs (12). En la pretemporada, el equipo rompió el contrato con el entrenador Mike Montgomery y fue reemplazado por Don Nelson, un viejo conocido. En el draft, los Warriors escogían al pívot Patrick O'Bryant, y en un traspaso, enviaban a Dunleavy y Murphy, junto a Ike Diogu y Keith McLeod, a Indiana Pacers por Al Harrington, Stephen Jackson, Josh Powell y el base lituano Šarūnas Jasikevičius. Los Warriors firmaron como agente libre al alero defensivo Matt Barnes. El equipo se adaptó perfectamente al estilo "run-and-gun" de Nelson, que convirtió a jugadores con los que no contaban en fundamentales, como Monta Ellis y Andris Biedriņš. La temporada transcurrió con los Warriors luchando por los puestos de playoffs, finalizando con un récord de 42-40 y octavos de la Conferencia Oeste.

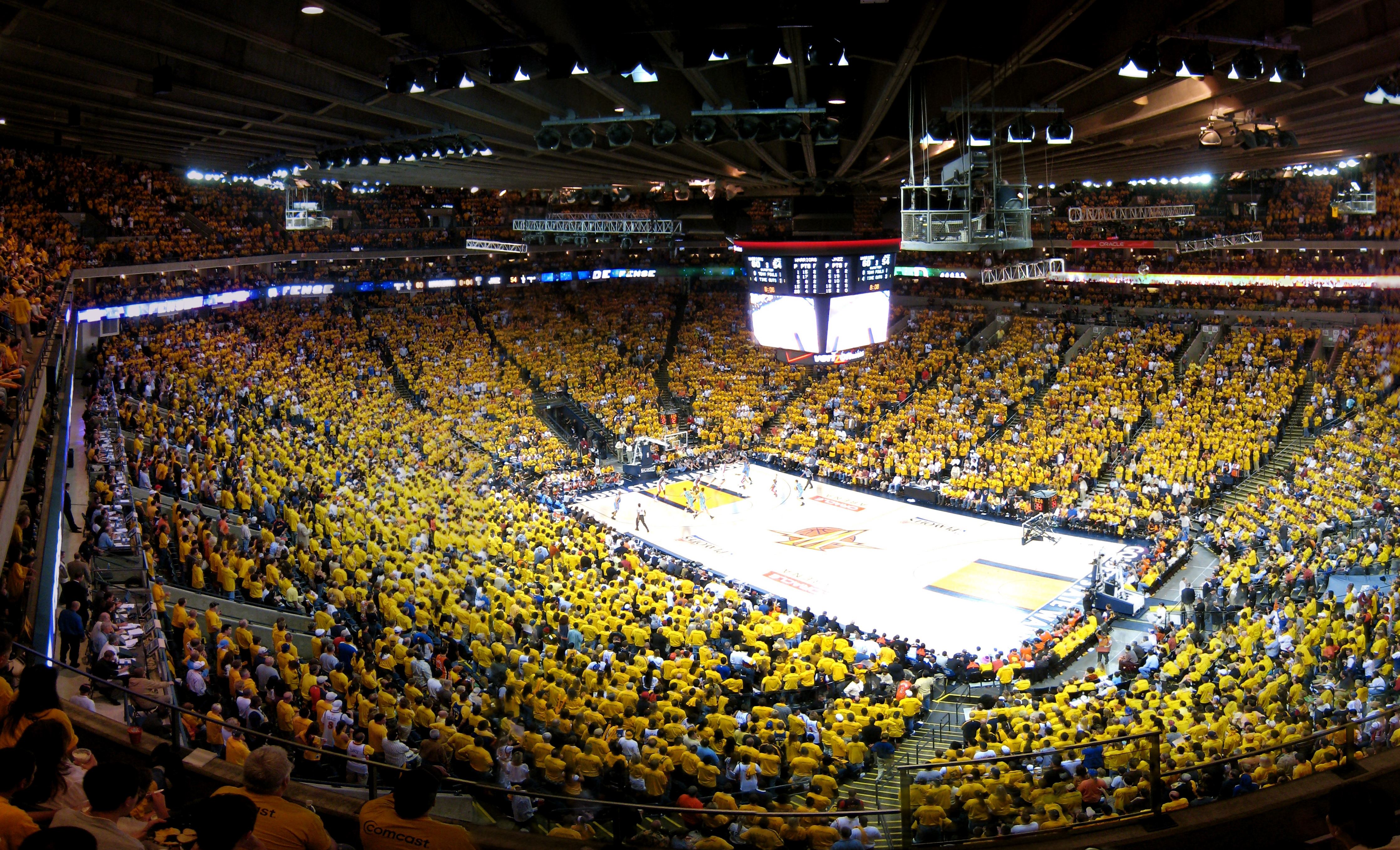
El Oracle Arena en un partido ante Utah Jazz en los playoffs de 2006.

El momento verdaderamente memorable llegaría en los playoffs de esa temporada. Liderados por el base-escolta Davis, el tirador Monta Ellis, Jason Richardson y el pívot Biedriņš, los Warriors vencieron a los Dallas Mavericks de Dirk Nowitzki por 4-2, era la primera vez en la historia que un octavo clasificado vencía al primero en una serie a siete partidos. El lema "We believe" comenzó a hacerse sentir, pero los Warriors fueron vencidos por Utah Jazz en las Semifinales de Conferencia por 4-1, con una gran victoria en el Oracle Arena por parte de los Warriors.
Los Warriors no pudieron mantener este equipo mucho tiempo, pues Richardson fue traspasado a Charlotte Bobcats y Stephen Jackson fue suspendido por siete partidos debido a un incidente con armas. Liderados por Davis y Ellis, y pese a acabar con un récord de 48-34, los Warriors no pudieron clasificarse a los playoffs, siendo el mejor récord para un equipo NBA que no lograba meterse en los playoffs.
Para la temporada 2008-09, Davis abandonó el equipo rumbo a Los Angeles Clippers. En el draft, los Warriors escogían a Anthony Randolph en el puesto 14, a la vez que extendían el contrato a Monta Ellis y Andris Biedriņš. La temporada fue bastante mediocre, finalizando 29-53, con Ellis sufriendo lesiones y sanciones y con jugadores como Anthony Morrow o Brandan Wright sin la experiencia suficiente para llevar el equipo. Además, Nelson se veía obligado a hacer ajustes de última hora debido a las lesiones.
En la postemporada, los Warriors anunciaban que Chris Mullin no continuaría siendo el mánager del equipo, además, el asistente de Nelson, Larry Riley, reemplazaría a este como entrenador del conjunto de Oakland.

### 2009-presente: La era de Stephen Curry

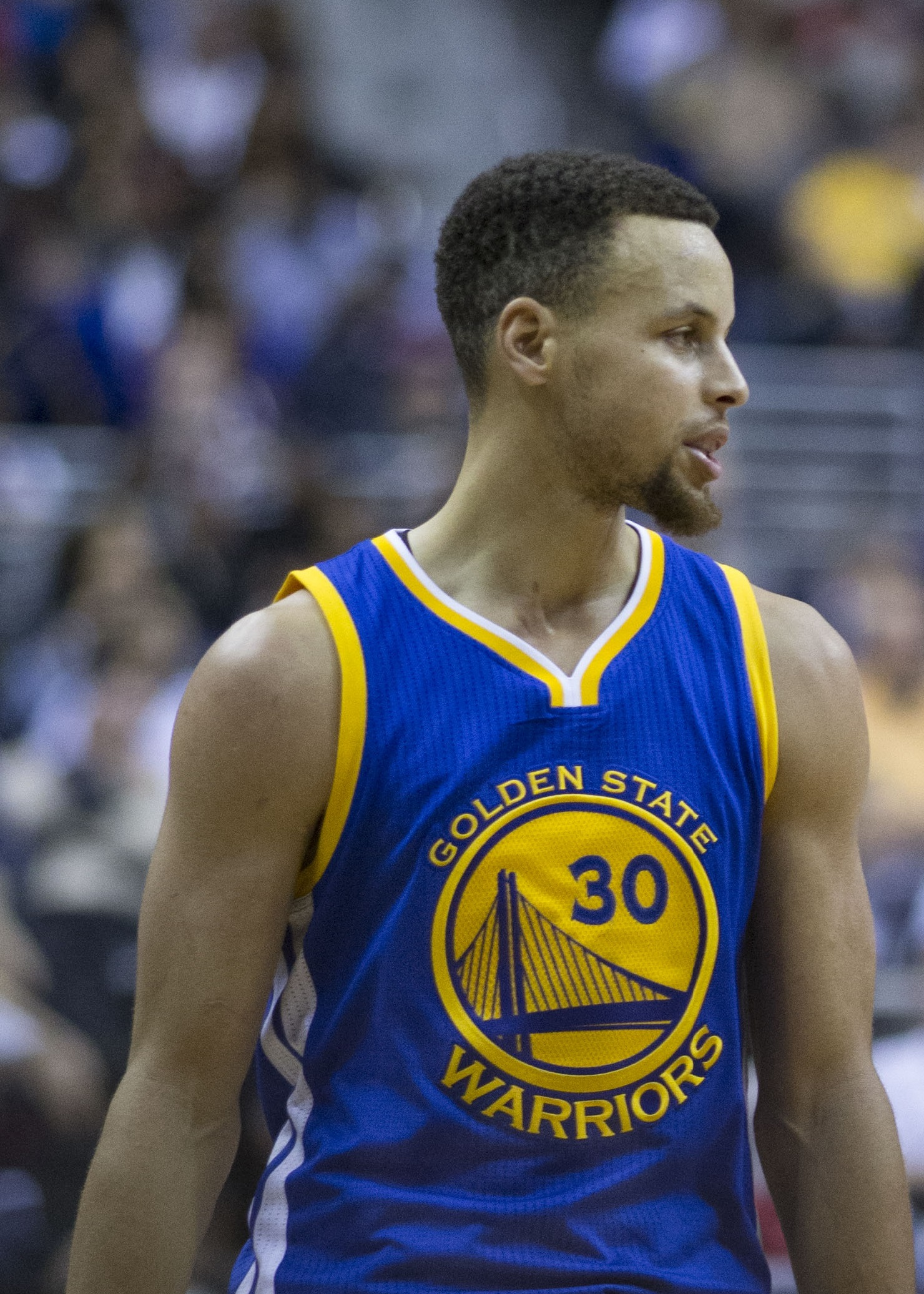
Stephen Curry, jugador franquicia de los Warriors desde su llegada al equipo en 2009.

Para la temporada 2009-10, los Warriors escogieron en el Draft al base de Davidson Stephen Curry como séptima elección global, mientras que Jamal Crawford fue traspasado a los Atlanta Hawks por Acie Law y Speedy Claxton. Poco después, los Warriors traspasaron a Stephen Jackson junto a Law a los Charlotte Bobcats a cambio de Raja Bell y Vladimir Radmanović. La temporada no se preveía buena, finalizando con un 26-56.
En el verano de 2010 se produjeron varios cambios en la franquicia californiana. En junio los Golden State Warriors renovaron su logo y uniformes, regresando a los clásicos colores azul y dorado. El 15 de julio Chris Cohan vendió el equipo a los empresarios Joe Lacob y Peter Guber por 450 millones de dólares, en ese momento la venta más cara de la historia de la NBA. En lo deportivo, Keith Smart fue nombrado nuevo entrenador en sustitución de Don Nelson, quien anunció su retirada de los banquillos. Otro movimiento destacado fue el fichaje de David Lee, que llegó a la Bahía a través de un sign-and-trade con los New York Knicks. El ala-pívot firmó por seis años y 80 millones de dólares. Los Warriors volvieron a fracasar en su intento de regresar a Playoffs en la temporada 2010-11 y Smart fue despedido al término de la campaña regular. Su sustituto fue Mark Jackson.
En el Draft de 2011, los Warriors seleccionaron al escolta Klay Thompson en la primera ronda. En marzo de 2012, Monta Ellis, Kwame Brown y Ekpe Udoh fueron traspasados a los Milwaukee Bucks por Andrew Bogut y Stephen Jackson, aunque este último fue enviado a los San Antonio Spurs a cambio de Richard Jefferson dos días después. La 2011-12, una campaña de lockout en la que el equipo sufrió múltiples lesiones, terminó con un balance de 23-43 para los Warriors.
Para la temporada 2012-13, los Warriors escogieron en el draft a Harrison Barnes en la primera ronda y a Festus Ezeli y Draymond Green en la segunda. Los Warriors hicieron una temporada excelente, finalizando con un global de 47-35 que les valió para regresar a postemporada seis años después. En Playoffs dieron la sorpresa eliminando a los Denver Nuggets por 4-2 en primera ronda, aunque después perderían contra San Antonio Spurs en segunda ronda. Para la 2013-14 los Warriors buscaron dar un paso adelante con el fichaje de Andre Iguodala, pero la temporada discurrió con irregularidad: terminaron con un 51-31 en el sexto puesto de la Conferencia Oeste y cayeron ante Los Angeles Clippers en primera ronda de Playoffs tras una disputadísima eliminatoria llevada al séptimo partido.
De cara a la temporada 2014-15, los Warriors despidieron a Mark Jackson y contrataron a Steve Kerr como nuevo entrenador jefe. Los californianos fueron el mejor equipo de la fase regular con un registro de 67-15 y en Playoffs se clasificaron para las Finales, las primeras del equipo desde 1975. Stephen Curry fue galardonado con el premio al MVP de la Temporada y en las Finales Golden State logró su primer anillo en cuarenta años tras imponerse 4-2 a los Cleveland Cavaliers de LeBron James. Andre Iguodala fue nombrado MVP de la serie.
Con los Warriors como favoritos para revalidar su título de campeones, comenzaron la temporada 2015-16 firmando el mejor inicio de temporada en la historia de la NBA con veinticuatro victorias consecutivas. La franquicia californiana terminó la temporada con un balance de 73-9, superando de esta manera el anterior récord de 72-10 de los Chicago Bulls de 1996. Steve Kerr se llevó el premio a Entrenador del Año y Stephen Curry, que estableció el récord de más triples anotados en una temporada por un jugador (402), se convirtió en el primer MVP unánime de la historia de la liga. El equipo accedió a sus segundas Finales seguidas tras remontar un 1-3 en contra en las Finales de Conferencia a los Oklahoma City Thunder. En las Finales de la NBA de 2016 volvieron a enfrentarse a los Cavaliers. Tras vencer en el cuarto partido de la serie, batieron el récord de los Bulls del 96 de más victorias en una temporada, sumando fase regular y Playoffs (88). A pesar de llegar a liderar 3-1 la eliminatoria, los Cavs ganaron los tres partidos siguientes y lograron el primer campeonato de su historia. Los Golden State Warriors se convirtieron en el primer equipo de la historia en desperdiciar un 3-1 a favor en unas Finales de la NBA.
Durante el verano de 2016 los Warrios protagonizaron el fichaje más importante del mercado con la adquisición de Kevin Durant como agente libre. El alero firmó por dos años y 54,3 millones de dólares. Lograrían un récord de 67-15 y terminarían la temporada regular en primera posición, una vez más. En los Playoffs cierran las series con Portland Trail Blazers, Utah Jazz y las finales de conferencia ante San Antonio Spurs con 4-0. En las Finales de la NBA se enfrentan por tercer año consecutivo a Cleveland Cavaliers, siendo hasta el momento la mayor cantidad de finales disputadas por dos equipos de forma consecutiva. Golden State ganó los 3 primeros partidos de la serie, marcando un registro de 15-0 en playoffs, marcando otro récord. Los Cavaliers se llevaron el cuarto partido de la serie, con las estrellas Kyrie Irving y LeBron James anotando casi 40 puntos cada uno. En el quinto partido, en el Oracle Arena, Golden State termina derrotando a Cleveland para alzarse con su segundo anillo en tres años. Kevin Durant fue elegido MVP de las Finales, promediando cerca de 30 puntos, 8 rebotes y 5 asistencias por partido.
En la temporada 2017-18 en las finales de conferencia estuvieron cerca de perder contra Houston Rockets, pero una remontada de 4-3 los hace llegar por cuarto año consecutivo a las finales donde son campeones al derrotar por 4-0 a Cleveland Cavaliers de LeBron James, equipo con el que se enfrentan por cuarto año consecutivo.
En la temporada 2018-19, los Warriors alcanzaron las Finales por quinta ocasión consecutiva, algo que previamente solo habían logrado los Celtics de la década de los sesenta. En esta ocasión sus rivales fueron los Toronto Raptors de Kawhi Leonard, quienes se impusieron 4-2 en el global de la eliminatoria, impidiendo el three-peat de los Warriors en su último año en Oakland.
La temporada 2019-20 fue complicada para los Warriors. Su regreso a San Francisco en el nuevo Chase Center estuvo marcado por la grave lesión de Klay Thompson, que se rompió el ligamento cruzado de la rodilla izquierda durante las Finales, y por la marcha de Kevin Durant a los Brooklyn Nets en un sign-and-trade en el que los Warriors recibieron a D'Angelo Russell. Además, Andre Iguodala fue enviado a los Memphis Grizzlies para cuadrar cuentas salariales con Miami Heat. En el cuarto partido del curso, Curry se lesionó la mano izquierda y causó baja durante cuatro meses. En febrero de 2020, Russell fue traspasado a los Minnesota Timberwolves a cambio de Andrew Wiggins. Cuando la NBA suspendió la temporada por la pandemia de COVID-19, los Warriors tenían el peor registro de la liga (15-50) y ya estaban matemáticamente fuera de los Playoffs, por lo que no fueron invitados a competir en la reanudación de la liga en la Burbuja de Orlando. En el Draft de 2020 los Warriors eligieron en segunda posición al pívot James Wiseman. Poco antes del comienzo de la temporada 2020-21, Klay Thompson se rompió el tendón de Aquiles y volvió a causar baja para toda la campaña. Los Warriors, liderados por un Curry que fue el máximo anotador del año, terminaron con un balance de 39-33 en la octava posición del Oeste, pero no pudieron clasificarse para los Playoffs porque cayeron frente a Los Angeles Lakers y los Memphis Grizzlies en la eliminatoria 'Play-In'.
De cara a la temporada 2021-22 se refuerza con Andre Iguodala, Otto Porter Jr. y Nemanja Bjelica. Terminaron la temporada regular con un balance de 53-29, terceros de su conferencia y clasificándose para Playoffs tras dos años de ausencia. En Playoffs vencieron a los Denver Nuggets de Nikola Jokić en primera ronda (4-1), luego a los Memphis Grizzlies de Ja Morant en semis (4-2) y a los Dallas Mavericks de Luka Dončić en la final de conferencia (4-1), donde Stephen Curry ganó el recién estrenado premio de MVP de Finales de Conferencia. Luego en las Finales de la NBA ganaron a los Boston Celtics de Jayson Tatum (4-2), para conseguir su cuarto título en ocho años, y el séptimo de la franquicia. Curry fue nombrado MVP de las Finales.
Para la 2022-23 llegaron Donte DiVincenzo y JaMychal Green y salieron Gary Payton II, Otto Porter Jr. y Juan Toscano-Anderson. El equipo finalizó sexto de su conferencia, clasificándose para playoffs por segundo año consecutivo. Ya en postemporada, vencieron en el séptimo encuentro de primera ronda a Sacramento Kings (4-3), pero cayeron en semifinales de conferencia ante Los Angeles Lakers (2-4).
Tras su victoria el 25 de febrero de 2025 ante los Charlotte Hornets por 128-92, se convirtió en la quinta franquicia de la historia de la liga en alcanzar las 3000 victorias en temporada regular, solo superados por Boston Celtics, Los Angeles Lakers, Philadelphia 76ers y New York Knicks.

## Trayectoria
Nota: G: Partidos ganados P:Partidos perdidos %:porcentaje de victorias
| Temporada                   | G    | P    | %    | Playoffs                                                                                    | Resultados |
| --------------------------- | ---- | ---- | ---- | ------------------------------------------------------------------------------------------- | --- |
| Philadelphia Warriors (BAA) |      |      |      |                                                                                             | |
| 1946-47                     | 35   | 25   | .583 | Ganan 1.ª Ronda Ganan Finales Conferencia Ganan Final BAA                                   | Philadelphia 2, St. Louis 1 Philadelphia 2, New York 0 Philadelphia 4, Chicago 1                                  |
| 1947-48                     | 27   | 21   | .563 | Ganan Semifinal BAA Pierden Final BAA                                                       | Philadelphia 4, St. Louis 3 Baltimore 4, Philadelphia 2                                                           |
| 1948-49                     | 28   | 32   | .355 | Pierden Semifinales Conferencia                                                             | Washington 2, Philadelphia 0                                                                                      |
| Philadelphia Warriors (NBA) |      |      |      |                                                                                             | |
| 1949-50                     | 26   | 42   | .382 | Pierden Semifinales Conferencia                                                             | Syracuse 2, Philadelphia 0                                                                                        |
| 1950-51                     | 40   | 26   | .606 | Pierden Semifinales Conferencia                                                             | Syracuse 2, Philadelphia 0                                                                                        |
| 1951-52                     | 33   | 33   | .500 | Pierden Semifinales Conferencia                                                             | Syracuse 2, Philadelphia 1                                                                                        |
| 1952-53                     | 12   | 57   | .174 |                                                                                             | |
| 1953-54                     | 29   | 43   | .403 |                                                                                             | |
| 1954-55                     | 33   | 39   | .458 |                                                                                             | |
| 1955-56                     | 45   | 27   | .625 | Ganan Finales Conferencia Ganan Finales NBA                                                 | Philadelphia 3, Syracuse 2 Philadelphia 4, Fort Wayne 1                                                           |
| 1956-57                     | 37   | 35   | .514 | Pierden Semifinales Conferencia                                                             | Syracuse 2, Philadelphia 0                                                                                        |
| 1957-58                     | 37   | 35   | .514 | Ganan Semifinal Conferencia Pierden Finales Conferencia                                     | Philadelphia 2, Syracuse 1 Boston 4, Philadelphia 1                                                               |
| 1958-59                     | 32   | 40   | .444 |                                                                                             | |
| 1959-60                     | 49   | 26   | .653 | Ganan Semifinal Conferencia Pierden Finales Conferencia                                     | Philadelphia 2, Syracuse 1 Boston 4, Philadelphia 2                                                               |
| 1960-61                     | 46   | 33   | .582 | Pierden Semifinales Conferencia                                                             | Syracuse 3, Philadelphia 0                                                                                        |
| 1961-62                     | 49   | 31   | .613 | Ganan Semifinal Conferencia Pierden Finales Conferencia                                     | Philadelphia 3, Syracuse 2 Boston 4, Philadelphia 3                                                               |
| San Francisco Warriors      |      |      |      |                                                                                             | |
| 1962-63                     | 31   | 49   | .388 |                                                                                             | |
| 1963-64                     | 48   | 32   | .600 | Ganan Finales Conferencia Pierden Finales NBA                                               | San Francisco 4, St. Louis 3 Boston 4, San Francisco 1                                                            |
| 1964-65                     | 17   | 63   | .213 |                                                                                             | |
| 1965-66                     | 35   | 45   | .438 |                                                                                             | |
| 1966-67                     | 44   | 37   | .543 | Ganan Semifinal Conferencia Pierden Finales Conferencia Pierden Final de la NBA             | San Francisco 3, LA Lakers 0 San Francisco 4, St. Louis 2 Philadelphia 4, San Francisco 2                         |
| 1967-68                     | 43   | 39   | .524 | Ganan Semifinal Conferencia Pierden Finales Conferencia                                     | San Francisco 2, St. Louis 2 LA Lakers 4, San Francisco 0                                                         |
| 1968-69                     | 41   | 41   | .500 | Pierden Semifinales Conferencia                                                             | LA Lakers 4, San Francisco 2                                                                                      |
| 1969-70                     | 30   | 52   | .366 |                                                                                             | |
| 1970-71                     | 41   | 41   | .500 | Pierden Semifinales Conferencia                                                             | Milwaukee 4, San Francisco 1                                                                                      |
| Golden State Warriors       |      |      |      |                                                                                             | |
| 1971-72                     | 51   | 34   | .622 | Pierden Semifinales Conferencia                                                             | Milwaukee 4, Golden State 1                                                                                       |
| 1972-73                     | 47   | 35   | .573 | Ganan Semifinal Conferencia Pierden Finales Conferencia                                     | Golden State 4, Milwaukee 2 LA Lakers 4, Golden State 1                                                           |
| 1973-74                     | 44   | 38   | .537 |                                                                                             | |
| 1974-75                     | 48   | 34   | .585 | Ganan Semifinal Conferencia Ganan Finales Conferencia Ganan Finales NBA                     | Golden State 4, Seattle 2 Golden State 4, Chicago 3 Golden State 4, Washington 0                                  |
| 1975-76                     | 59   | 23   | .720 | Ganan Semifinal Conferencia Pierden Finales Conferencia                                     | Golden State 4, Detroit 2 Phoenix 4, Golden State 3                                                               |
| 1976-77                     | 46   | 36   | .561 | Ganan 1.ª Ronda Pierden Semifinales Conferencia                                             | Golden State 2, Detroit 1 LA Lakers 4, Golden State 3                                                             |
| 1977-78                     | 43   | 39   | .524 |                                                                                             | |
| 1978-79                     | 38   | 44   | .463 |                                                                                             | |
| 1979-80                     | 24   | 58   | .293 |                                                                                             | |
| 1980-81                     | 39   | 43   | .476 |                                                                                             | |
| 1981-82                     | 45   | 37   | .549 |                                                                                             | |
| 1982-83                     | 30   | 52   | .366 |                                                                                             | |
| 1983-84                     | 37   | 45   | .451 |                                                                                             | |
| 1984-85                     | 22   | 60   | .268 |                                                                                             | |
| 1985-86                     | 30   | 52   | .366 |                                                                                             | |
| 1986-87                     | 42   | 40   | .512 | Ganan 1.ª Ronda Pierden Semifinales Conferencia                                             | Golden State 3, Utah 2 LA Lakers 4, Golden State 1                                                                |
| 1987-88                     | 20   | 62   | .244 |                                                                                             | |
| 1988-89                     | 43   | 39   | .524 | Ganan 1.ª Ronda Pierden Semifinales Conferencia                                             | Golden State 3, Utah 0 Phoenix 4, Golden State 1                                                                  |
| 1989-90                     | 37   | 45   | .451 |                                                                                             | |
| 1990-91                     | 44   | 38   | .537 | Ganan 1.ª Ronda Pierden Semifinales Conferencia                                             | Golden State 3, San Antonio 1 LA Lakers 4, Golden State 1                                                         |
| 1991-92                     | 55   | 27   | .671 | Pierden 1.ª Ronda                                                                           | Seattle 3, Golden State 1                                                                                         |
| 1992-93                     | 34   | 48   | .415 |                                                                                             | |
| 1993-94                     | 50   | 32   | .610 | Pierden 1.ª Ronda                                                                           | Phoenix 3, Golden State 0                                                                                         |
| 1994-95                     | 26   | 56   | .317 |                                                                                             | |
| 1995-96                     | 36   | 46   | .439 |                                                                                             | |
| 1996-97                     | 30   | 52   | .366 |                                                                                             | |
| 1997-98                     | 19   | 63   | .232 |                                                                                             | |
| 1998-99                     | 21   | 29   | .420 |                                                                                             | |
| 1999-00                     | 19   | 63   | .232 |                                                                                             | |
| 2000-01                     | 17   | 65   | .207 |                                                                                             | |
| 2001-02                     | 21   | 61   | .256 |                                                                                             | |
| 2002-03                     | 38   | 44   | .463 |                                                                                             | |
| 2003-04                     | 37   | 45   | .451 |                                                                                             | |
| 2004-05                     | 34   | 48   | .415 |                                                                                             | |
| 2005-06                     | 34   | 48   | .415 |                                                                                             | |
| 2006-07                     | 42   | 40   | .512 | Ganan 1.ª Ronda Pierden Semifinales Conferencia                                             | Golden State 4, Dallas 2 Utah 4, Golden State 1                                                                   |
| 2007-08                     | 48   | 34   | .585 |                                                                                             | |
| 2008-09                     | 29   | 53   | .354 |                                                                                             | |
| 2009-10                     | 26   | 56   | .317 |                                                                                             | |
| 2010-11                     | 36   | 46   | .439 |                                                                                             | |
| 2011-12                     | 23   | 43   | .348 |                                                                                             | |
| 2012-13                     | 47   | 35   | .573 | Ganan 1.ª Ronda Pierden Semifinales Conferencia                                             | Golden State 4, Denver 2 San Antonio 4, Golden State 2                                                            |
| 2013-14                     | 51   | 31   | .622 | Pierden 1.ª Ronda                                                                           | LA Clippers 4, Golden State 3                                                                                     |
| 2014-15                     | 67   | 15   | .817 | Ganan 1.ª Ronda Ganan Semifinales Conferencia Ganan Finales Conferencia Ganan Finales NBA   | Golden State 4, New Orleans 0 Golden State 4, Memphis 2 Golden State 4, Houston 1 Golden State 4, Cleveland 2     |
| 2015-16                     | 73   | 9    | .890 | Ganan 1.ª Ronda Ganan Semifinales Conferencia Ganan Finales Conferencia Pierden Finales NBA | Golden State 4, Houston 1 Golden State 4, Portland 1 Golden State 4, Oklahoma City 3 Cleveland 4, Golden State 3  |
| 2016-17                     | 67   | 15   | .817 | Ganan 1.ª Ronda Ganan Semifinales Conferencia Ganan Finales Conferencia Ganan Finales NBA   | Golden State 4, Portland 0 Golden State 4, Utah 0 Golden State 4, San Antonio 0 Golden State 4, Cleveland 1       |
| 2017-18                     | 58   | 24   | .707 | Ganan 1.ª Ronda Ganan Semifinales Conferencia Ganan Finales Conferencia Ganan Finales NBA   | Golden State 4, San Antonio 1 Golden State 4, New Orleans 1 Golden State 4, Houston 3 Golden State 4, Cleveland 0 |
| 2018-19                     | 57   | 25   | .695 | Ganan 1.ª Ronda Ganan Semifinales Conferencia Ganan Finales Conferencia Pierden Finales NBA | Golden State 4, L.A. Clippers 2 Golden State 4, Houston 2 Golden State 4, Portland 0 Toronto 4, Golden State 2    |
| 2019-20                     | 15   | 50   | .231 |                                                                                             | |
| 2020-21                     | 39   | 33   | .542 |                                                                                             | |
| 2021-22                     | 53   | 29   | .646 | Ganan 1.ª Ronda Ganan Semifinales Conferencia Ganan Finales Conferencia Ganan Finales NBA   | Golden State 4, Denver 1 Golden State 4, Memphis 2 Golden State 4, Dallas 1 Golden State 4, Boston 2              |
| 2022-23                     | 44   | 38   | .537 | Ganan 1.ª Ronda Pierden Semifinales Conferencia                                             | Golden State 4, Sacramento 3 L.A. Lakers 4, Golden State 2                                                        |
| 2023-24                     | 46   | 36   | .561 |                                                                                             | |
| 2024-25                     | 48   | 34   | .585 | Ganan 1.ª Ronda Pierden Semifinales Conferencia                                             | Golden State 4, Houston 3 Minnesota 4, Golden State 1                                                             |
| Totales                     | 2969 | 3134 | .486 |                                                                                             | |
| Playoffs                    | 212  | 172  | .552 | 7 Campeonatos                                                                               | 7 Campeonatos |

## Pabellones

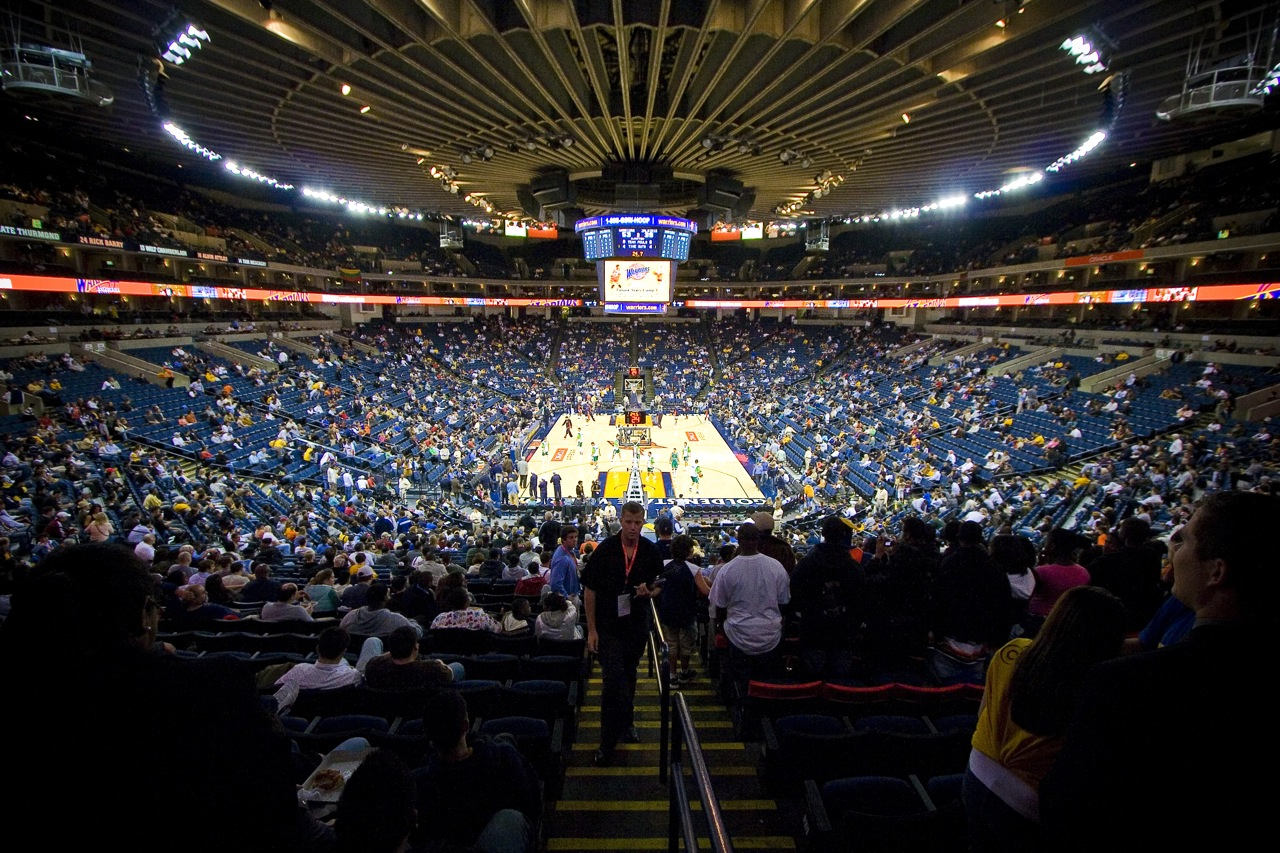
Los Warriors jugaron en el Oakland Arena durante más de cuatro décadas.

### Antiguos pabellones
- Philadelphia Arena (1946-1962)
- Philadelphia Civic Center (1952-1962)
- Cow Palace (1962-1964, 1966-1971, y 2 partidos en las finales de 1975)
- San Francisco Civic Auditorium (1964–1966)
- USF War Memorial Gymnasium (1964-1966)
- San Diego Sports Arena (1971–1972 – seis partidos)
- San Jose Arena (1996-1997)
- Coliseum Arena / The Arena in Oakland / Oracle Arena (1966-1967, 1971-1996 y 1997-2019)

## Jugadores

### Derechos internacionales
Los Warriors tienen los derechos internacionales sobre los siguientes jugadores.
| Draft | Ronda | Puesto | Jugador          | Pos. | Nacionalidad   | Equipo actual                                      | Nota(s)                            | Ref   |
| ----- | ----- | ------ | ---------------- | ---- | -------------- | -------------------------------------------------- | ---------------------------------- | ----- |
| 2020  | 2     | 51     | Justinian Jessup | G    | Estados Unidos | ratiopharm Ulm (Alemania)                          |                                    | [ 5 ] |
| 2015  | 2     | 55     | Cady Lalanne     | P    | Haití          | Anyang Jung Kwan Jang Red Boosters (Corea del sur) | Adquirido de los San Antonio Spurs | [ 6 ] |

### Miembros delBasketball Hall of Fame
- 11 Paul Arizin (1950–1962 con Philadelphia Warriors)
- 24 Rick Barry (1966–1967, 1972–1978 con San Francisco/Golden State Warriors)
- 13 Wilt Chamberlain (1959–1965 con Philadelphia/San Francisco Warriors)
- 10 Joe Fulks (1946–1954 con Philadelphia Warriors)
- 14 Tom Gola (1955–1962 con Philadelphia Warriors)
- 6 Neil Johnston (1951–1959 con Philadelphia Warriors)
- 30 Bernard King (1980–1982 con Golden State Warriors)
- 16 Jerry Lucas (1969–1971 con San Francisco Warriors)
- 13 Šarūnas Marčiulionis (1989–1994 con Golden State Warriors)
- 17 Chris Mullin (1985–1997, 2000–2001 con Golden State Warriors)
- 00 Robert Parish (1976–1980 con Golden State Warriors)
- 17 Andy Phillip (1950–1953 con Philadelphia Warriors)
- 23 Mitch Richmond (1988–1991 con Golden State Warriors)
- 25 Guy Rodgers (1958–1966 con Philadelphia/San Francisco Warriors)
- 50 Ralph Sampson (1987–1989 con Golden State Warriors)
- 42 Nate Thurmond (1963–1974 con San Francisco/Golden State Warriors)
- 10 Jo Jo White (1979–1980 con Golden State Warriors)
- 41 Jamaal Wilkes (1974–1977 con Golden State Warriors)

### Números retirados
| Números retirados por los Golden State Warriors |                  |        |                      |                         |
| N.º                                             | Jugador          | Puesto | Periodo              | Fecha                   |
| 9                                               | Andre Iguodala   | A      | 2013-2019, 2021-2023 | 23 de febrero de 2025   |
| 13                                              | Wilt Chamberlain | P      | 1959-1965            | 29 de diciembre de 1999 |
| 14                                              | Tom Meschery     | A      | 1961-1967            | 13 de octubre de 1967   |
| 16                                              | Al Attles        | B      | 1960-1971            | 10 de febrero de 1977   |
| 17                                              | Chris Mullin     | A      | 1985-1997, 2000-2001 | 12 de marzo de 2012     |
| 24                                              | Rick Barry       | A      | 1965-1967, 1972-1978 | 18 de marzo de 1988     |
| 42                                              | Nate Thurmond    | P      | 1963-1974            | 8 de marzo de 1978      |

#### Números fuera de circulación
| Números fuera de circulación en los Golden State Warriors |               |        |           |
| N.º                                                       | Jugador       | Puesto | Periodo   |
| 11                                                        | Klay Thompson | A      | 2011-2024 |
| 35                                                        | Kevin Durant  | A      | 2016-2019 |

Tras la marcha de Kevin Durant en el verano de 2019, el dueño mayoritario de los Golden State Warriors, Joe Lacob, anunció que ningún jugador de la franquicia volvería a lucir el dorsal 35 que llevó Durant en sus años en el equipo californiano.

## Premios
| MVP de la Temporada - Wilt Chamberlain - 1960 - Stephen Curry - 2015, 2016 MVP de las Finales - Rick Barry - 1975 - Andre Iguodala - 2015 - Kevin Durant - 2017, 2018 - Stephen Curry - 2022 MVP de las Finales de la Conferencia Oeste - Stephen Curry - 2022 Mejor Defensor - Draymond Green - 2017 Rookie del Año - Woody Sauldsberry - 1958 - Wilt Chamberlain - 1960 - Rick Barry - 1966 - Jamaal Wilkes - 1975 - Mitch Richmond - 1989 - Chris Webber - 1994 Jugador Más Mejorado - Gilbert Arenas - 2003 - Monta Ellis - 2007 Ejecutivo del Año - Dick Vertlieb - 1975 - Bob Myers - 2015, 2017 Entrenador del Año de la NBA - Alex Hannum - 1964 - Don Nelson - 1992 - Steve Kerr - 2016 Clutch Player of the Year - Stephen Curry – 2024 Compañero del Año - Stephen Curry – 2025 Premio Hustle - Draymond Green - 2025 MVP del All Star - Paul Arizin - 1952 - Wilt Chamberlain - 1960 - Rick Barry - 1967 - Kevin Durant - 2019 - Stephen Curry - 2022 | Mejor Quinteto de la Temporada - Joe Fulks - 1947, 1948, 1949 - Howie Dallmar - 1948 - Paul Arizin - 1952, 1956, 1957 - Neil Johnston - 1953, 1954, 1955, 1956 - Wilt Chamberlain - 1960, 1961, 1962, 1964 - Rick Barry - 1966, 1967, 1974, 1975, 1976 - Chris Mullin - 1992 - Latrell Sprewell - 1994 - Stephen Curry - 2015, 2016, 2019, 2021 - Kevin Durant - 2018 Segundo Mejor Quinteto de la Temporada - Joe Fulks - 1951 - Andy Phillip - 1952, 1953 - Jack George - 1956 - Neil Johnston - 1957 - Tom Gola - 1958 - Paul Arizin - 1959 - Wilt Chamberlain - 1963 - Rick Barry - 1973 - Phil Smith - 1976 - Bernard King - 1982 - Chris Mullin - 1989, 1991 - Tim Hardaway - 1992 - Stephen Curry - 2014, 2017, 2022, 2023 - Draymond Green - 2016 - Kevin Durant - 2017, 2019 Tercer Mejor Quinteto de la Temporada - Chris Mullin - 1990 - Tim Hardaway - 1993 - David Lee - 2013 - Klay Thompson - 2015, 2016 - Draymond Green - 2017 - Stephen Curry - 2018, 2024 | Mejor Quinteto Defensivo - Nate Thurmond - 1969, 1971 - Andre Iguodala - 2014 - Draymond Green - 2015, 2016, 2017, 2021 Segundo Mejor Quinteto Defensivo - Rudy LaRusso - 1969 - Nate Thurmond - 1972, 1973, 1974 - Phil Smith - 1976 - Jamaal Wilkes - 1976, 1977 - E.C. Coleman - 1978 - Latrell Sprewell - 1994 - Andrew Bogut - 2015 - Draymond Green - 2018, 2019, 2022, 2023 Mejor Quinteto de Rookies - Nate Thurmond - 1964 - Fred Hetzel - 1966 - Rick Barry - 1966 - Keith Wilkes - 1975 - Gus Williams - 1976 - Larry Smith - 1981 - Joe Barry Carroll - 1981 - Mitch Richmond - 1989 - Tim Hardaway - 1990 - Billy Owens - 1992 - Chris Webber - 1994 - Joe Smith - 1996 - Marc Jackson - 2001 - Jason Richardson - 2002 - Stephen Curry - 2010 - Klay Thompson - 2012 - Harrison Barnes - 2013 - Eric Paschall - 2020 - Brandin Podziemski - 2024 Segundo Mejor Quinteto de Rookies - Latrell Sprewell - 1993 - Donyell Marshall - 1995 - Antawn Jamison - 1999 |

## Entrenadores
| Entrenador      | Años      |
| --------------- | --------- |
| Edward Gottlieb | 1946-1955 |
| George Senesky  | 1955-1958 |
| Al Cervi        | 1958-1959 |
| Neil Johnston   | 1959-1961 |
| Frank McGuire   | 1961-1962 |
| Bob Feerick     | 1962-1963 |
| Alex Hannum     | 1963-1966 |
| Bill Sharman    | 1966-1968 |
| George Lee      | 1968-1970 |
| Al Attles       | 1970-1980 |
| Johnny Bach     | 1980      |
| Al Attles       | 1980-1983 |
| Johnny Bach     | 1983-1986 |
| George Karl     | 1986-1988 |
| Ed Gregory      | 1988      |
| Don Nelson      | 1988-1995 |
| Bob Lanier      | 1995      |
| Rick Adelman    | 1995-1997 |
| P. J. Carlesimo | 1997-1999 |
| Garry St. Jean  | 1999-2000 |
| Dave Cowens     | 2000-2001 |
| Brian Winters   | 2001-2002 |
| Eric Musselman  | 2002-2004 |
| Mike Montgomery | 2004-2006 |
| Don Nelson      | 2006-2011 |
| Mark Jackson    | 2011-2014 |
| Steve Kerr      | 2014-     |

### Miembros delBasketball Hall of Fame
- Alex Hannum (Entrenador de San Francisco Warriors 1963–1966)
- Bill Sharman (Entrenador de San Francisco Warriors 1966–1968)
- Don Nelson (Entrenador de Golden State Warriors 1988–1995, 2006–2010)

## Gestión

### General Managers
| GM                | Periodo       |
| ----------------- | ------------- |
| Peter Tyrell      | 1946–1952     |
| Edward Gottlieb   | 1952–1963     |
| Bob Feerick       | 1963–1974     |
| Dick Vertlieb     | 1974–1976     |
| Al Attles         | 1976–1986     |
| Jack McMahon      | 1986–1987     |
| Don Nelson        | 1987–1995     |
| Ed Gregory        | 1995          |
| Dave Twardzik     | 1995–1997     |
| Al Attles         | 1997–1997     |
| Garry St. Jean    | 1997–2004     |
| Chris Mullin      | 2004–2009     |
| Larry Riley       | 2009–2012     |
| Bob Myers         | 2012–2023     |
| Mike Dunleavy Jr. | 2023-presente |